# Kralingse Zoom (métro de Rotterdam)
Kralingse Zoom est une station du tronc commun à la ligne A, la ligne B et la ligne C du métro de Rotterdam. Elle est située est située à l'ouest de l'autoroute A16 à l'est de la route éponyme de Kralingse Zoom, dans le quartier Kralingen (nl) au sein de l'arrondissement Kralingen-Crooswijk à Rotterdam au Pays-Bas.
Mise en service en 1982, elle dispose d'une gare routière et d'un important parc relais pour les véhicules.

## Situation sur le réseau

Plan du métro.

Établie en surface, Kralingse Zoom, est une station de passage de la section commune entre la ligne A, la ligne B et la ligne C du métro de Rotterdam. Elle est située : entre la station Capelsebrug, sur la section commune (A+B+C), en direction du terminus nord de la ligne A Binnenhof, ou du terminus nord de la ligne B Nesselande ou du terminus nord de la ligne C De Terp; et la station de la section commune A+B+C Voorschoterlaan, en direction : du terminus sud-ouest de la ligne A Vlaardingen-West, ou terminus sud-ouest de la ligne B Hoek van Holland-Haven, ou du terminus sud de la ligne C De Akkers,,.
La station dispose de deux quais centraux et quatre voies. Son extrémité ouest est juste à l'entrée de la section souterraine de la ligne.

## Histoire
La station Kralingse Zoom est mise en service le 10 mai 1982, lors de l'ouverture à l'exploitation de la section de Coolhaven à Capelsebrug, d'une ligne que l'on dénomme alors la ligne Est-Ouest (nl).
Les lignes du métro sont renommées, en décembre 2009, selon la dénomination toujours en vigueur : A, B et C.

## Services aux voyageurs

### Accès et accueil
La station dispose d'automates pour l'achat ou la recharge de titres de transport, elle est équipée d'un ascenseur pour l'accessibilité des personnes à la mobilité réduite. Des commerces et restaurants sont présents sur le site.

### Desserte
Kralingse Zoom est desservie par les rames des lignes A, B et C du métro.

Installations et desserte
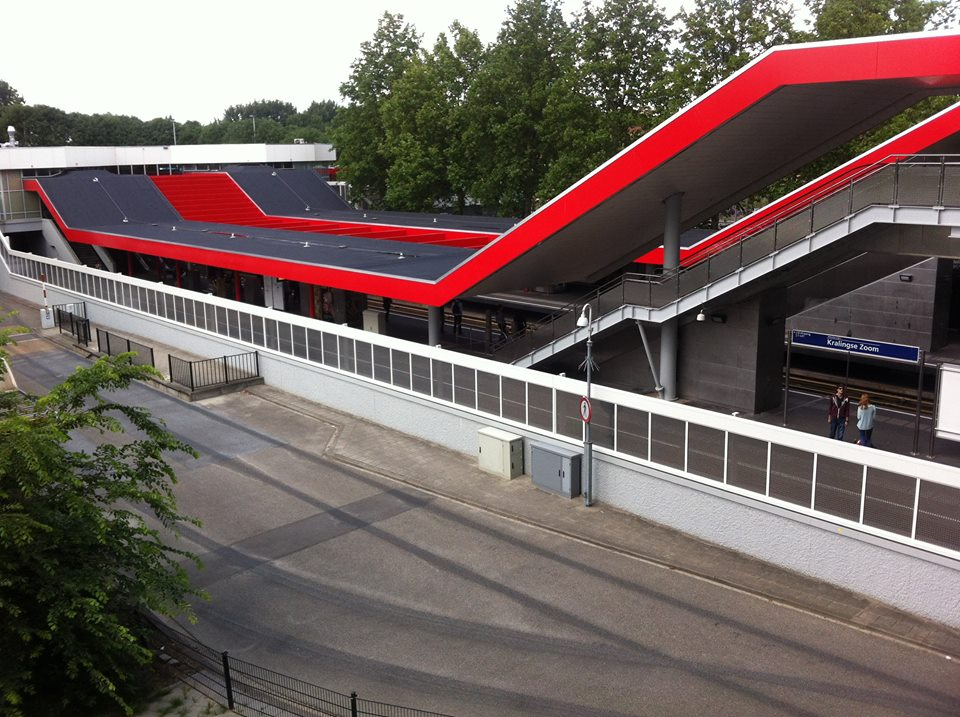
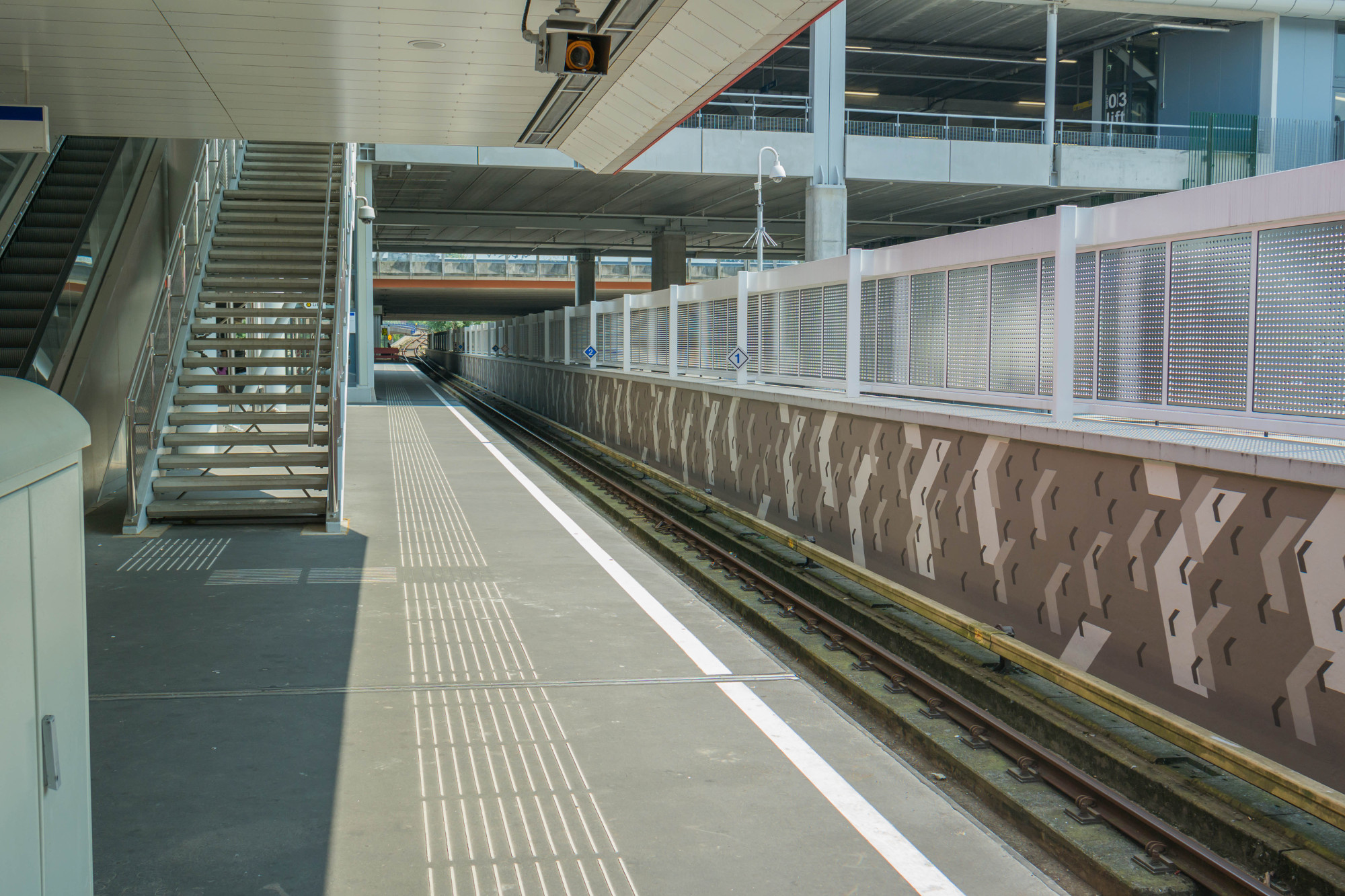
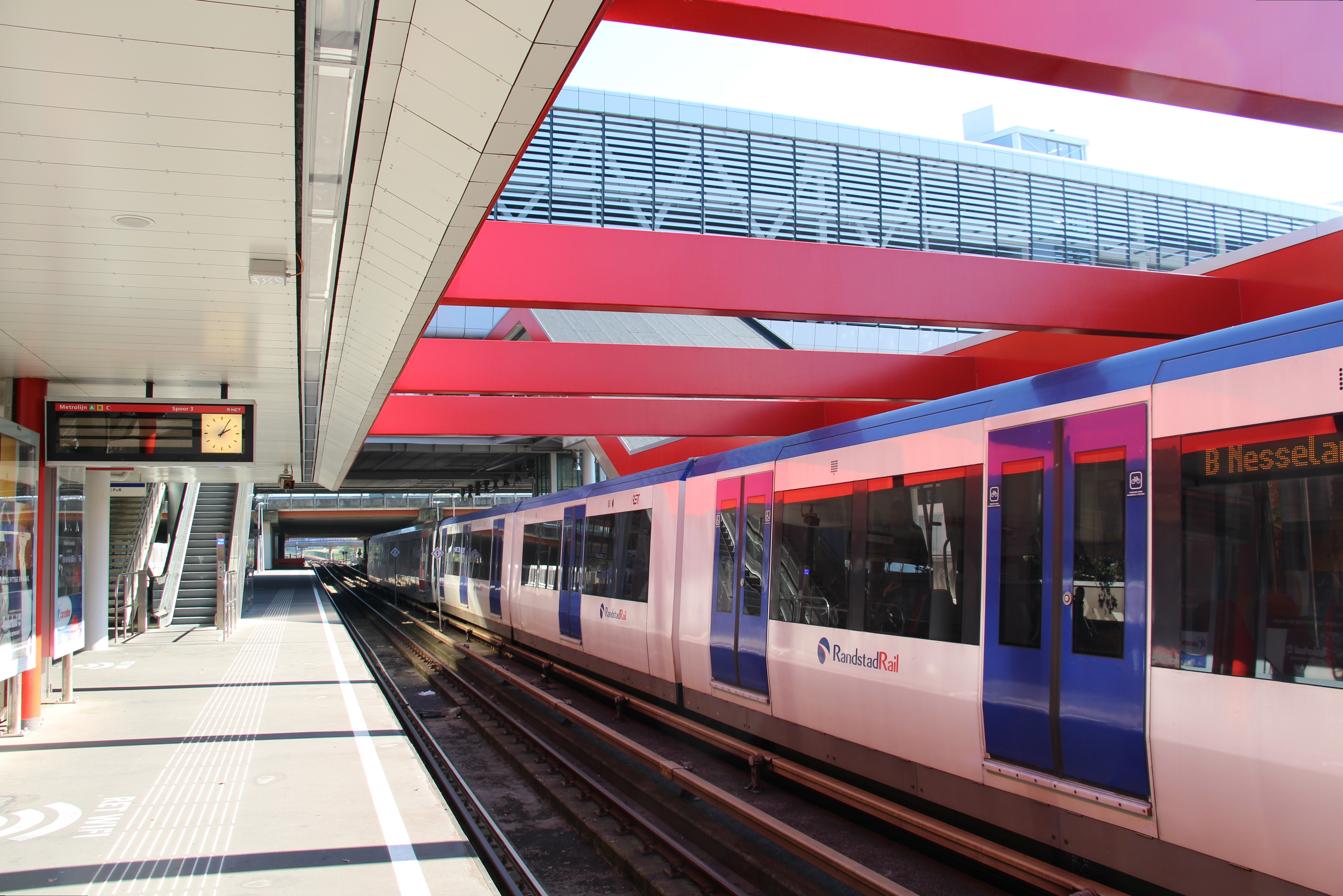

### Intermodalité
La station Kralingse Zoom est desservie : par les bus des lignes 36, 75, 83, 140, 145, 183 et 283 ; et par la ParkShuttle, une Navette automatique qui va jusqu'au parc d'affaires Rivium à Capelle aan den IJssel.
Elle dispose : d'une station de Vélos en libre-service OV-fiets ; d'un parc pour les vélos ; et d'un Parc relais P+R.

## À proximité
À distance de marche de la station se trouve l'université Érasme de Rotterdam, une succursale de l'Université des sciences appliquées de Rotterdam et le parc d'affaires Brainpark.